# Cotoneaster lindleyi
Cotoneaster lindleyi är en rosväxtart som beskrevs av Ernst Gottlieb von Steudel. Cotoneaster lindleyi ingår i släktet oxbär, och familjen rosväxter. Inga underarter finns listade i Catalogue of Life.